# Folkhemmet
För andra betydelser, se Folkhemmet (olika betydelser).
Folkhemmet är en metafor för ett samhälle med ett väl utbyggt socialt välfärdssystem. I bestämd form ett begrepp som vann spridning efter att av socialdemokraterna börjat använda det för att beskriva det av socialdemokratin eftersträvade samhället.
I Sverige har begreppet folkhemmet kommit att associeras med Sveriges socialdemokratiska arbetareparti och Per Albin Hansson som lanserade det som begrepp den 18 januari 1928 menande ett samhälle som är ett hem för hela folket, och präglas av samförstånd och jämlikhet. Flertalet välfärdsreformer mellan 1930-talet och 1950-talet skedde genom politiskt samförstånd över blockgränserna. Begreppet folkhemmet kom att efterträdas av andra som det starka samhället men har levt kvar med en nostalgisk underton, bland annat som poetiskt namn på den svenska välfärdsstaten.

## Begreppets bakgrund
Ordet "folkhem" användes i Sverige sedan slutet av 1800-talet på olika  sätt, och med skilda betydelser, innan det blev ett viktigt begrepp inom socialdemokratin. År 1890 beskrivs i ett antal svenska dagstidningar ett initiativ ifrån Dresden i Tyskland som kallades Volksheime och som i artikeln översattes till "folkhem". Dessa inrättningar var en blandning av samlingslokaler, bibliotek och kaféer och kan ses som en tidig variant av folkets hus, och ordet i denna bemärkelse kan därmed kopplas till företeelser som folkpark. Redan året därpå öppnade ett sådant folkhem för arbetare i Sörnäs i Helsingfors, initierat av Alli Trygg vilket omfattade samlingssal, läsrum, barnträdgård, barnkrubba med mera. Idén fick fäste i Sverige, bland annat hos nykterhetsrörelsen. År 1895 föreslog rotemannen Josef Nyström att även Stockholm borde få ett folkhem  – ibland omnämnt som en nykterhetsrestaurang – vilket förverkligades den 1 oktober 1898 då Adolf Fredriks Folkhem öppnade på Norrtullsgatan 7 i Stockholm. Med denna betydelse ingick ”folkhem” i 1908-års upplaga av Nordisk familjebok, där det definierades som ett ”ställe, där mindre bemedlade få mot en ringa afgift tillgång till böcker, tidningar och skrifmaterial. Vanligen serveras på stället äfven kaffe, te o.d.".
I juni 1909 hade Svenska folkförbundet möte i Högsby där statsrådet Alfred Petersson höll ett tal som inleddes med: "Ordet hem är ett ord, vars innebörd ingen av oss är främmande för", och fortsatte senare "Vårt samhälle, vad är det annat än ett människohem, ett stort folkhem. Samhället är formen för mänsklig tillvaro och mänskligt samliv. Vårt svenska folkhem är ett mycket gammalt sådant." På ett liknande sätt används begreppet sedan av bland andra Manfred Björkquist i ett tal kring försvarsfrågan vid ett möte i Göteborg den 19 februari 1912 och senare samma år av högerpolitikern Rudolf Kjellén när han i en debattartikel med titeln "Nationalism och socialism" som går i polemik med Hjalmar Branting, skriver att: "Ett är säkert: endast på sin egen grund kan Sverige byggas ut till det lyckliga folkhem, som det är ämnadt att blifva. Endast i nationalismen finnes frälsning mot de tidens röster, som i den missförstådda internationalismens namn vilja locka breda folklager till otrohet mot sina providentiella lifsbetingelser...". Kjellén har vid flera tillfällen omskrivits som den som myntade begreppet.

## Idén om det svenska folkhemmet

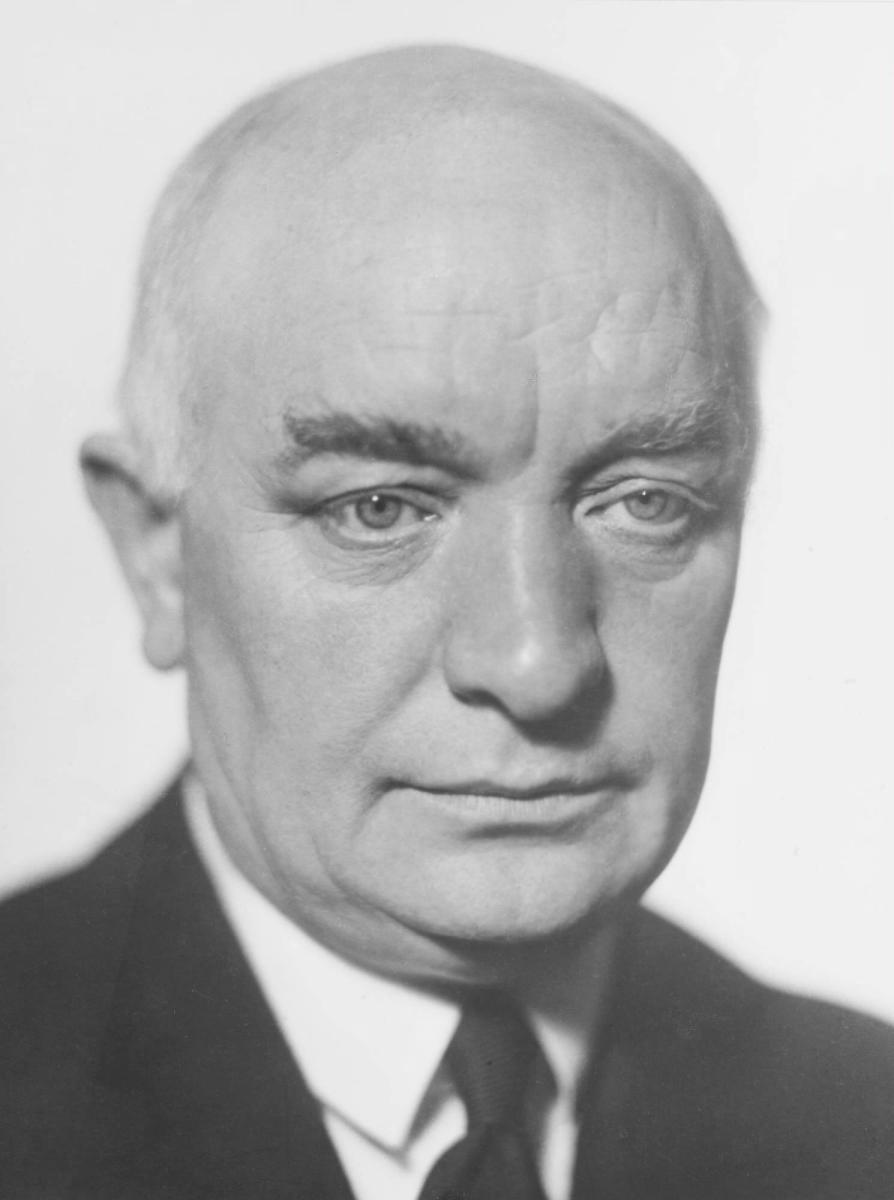
Per Albin Hansson.

Under en remissdebatt 1928 införlivades begreppet "folkhemmet" i den socialdemokratiska retoriken av Per Albin Hansson; dessförinnan hade han även övervägt alternativer "Medborgarhemmet", men kom slutligen att lägga tonvikten på det förra och mer slagfärdiga begreppet (talet hade rubriken Folkhemmet, medborgarhemmet), och i kontrast till Rudolf Kjellén och andra personer i konservativa eller högerradikala kretsar, hade han redan 1921 betonat att det socialdemokratiska "hemmet" skulle etableras på "demokratins fasta grund" och bli ett "gott hem för alla svenskar". Han menade metaforiskt att Sverige borde bli som ett hem för hela folket, som skulle präglas av samförstånd och jämlikhet; "Det måste en gång bli så, att klassamhällets Sverige avlöses av folkhemmet Sverige", som han sade. Och han fortsatte:
| ” | Hemmets grundval är gemensamheten och samkänslan. Det goda hemmet känner icke till några privilegierade eller tillbakasatta, inga kelgrisar och inga styvbarn. Där ser icke den ene ner på den andre. Där försöker ingen skaffa sig fördel på andras bekostnad, den starke trycker icke ner och plundrar den svage. I det goda hemmet råder likhet, omtanke, samarbete, hjälpsamhet. Tillämpat på det stora folk- och medborgarhemmet skulle detta betyda nedbrytandet av alla sociala och ekonomiska skrankor, som nu skilja medborgarna i privilegierade och tillbakasatta, i härskande och beroende, plundrare och plundrade. Det svenska samhället är ännu icke det goda medborgarhemmet. Här råder visserligen en formell likhet, likheten i politiska rättigheter, men socialt består ännu klassamhället, och ekonomiskt råder fåtalets diktatur. Olikheterna äro stundom skriande; medan några bo i palats betraktar många det som en lycka om de får bo kvar i sina kolonistugor även under den kalla vintern; medan en del leva i överflöd, gå många från dörr till dörr för att få en beta bröd, och den fattige ängslas för morgondagen, där sjukdom, arbetslöshet och annan olycka lurar. Skall det svenska samhället bli det goda medborgarhemmet måste klasskillnaden avlägsnas, den sociala omsorgen utvecklas, en ekonomisk utjämning ske, de arbetande beredas andel även i det ekonomiska förvaltandet, demokratin genomföras och tillämpas även socialt och ekonomiskt. | „ |

Han klandrades med anledning av folkhemmets samförståndspolitik av sina partikamrater i kommunerna, för att vara konservativ, eller åtminstone avlägsna sig från socialismen, och inte minst marxismen, men detta började höras först mot mitten av 1940-talet. Denna samförståndstanke blev dock fundamental för den politik han bedrev (se Isaksson, Karlsson).
Per Albin förstod heller inte dem som kritiserade honom utan menade att idén om Folkhemmet på intet sätt var ett avsteg från socialdemokraternas ideologi. Så här uttryckte han det i ett inlägg i diskussionen om nytt partiprogram 1942:
| ” | Jag gjorde i ett nyårsuttalande ett försök att kombinera klasskampsideologin med folkhemsideologin. Jag förstår nämligen inte dem i vår rörelse, som här försöka skapa en nästan ohjälplig motsättning och säga: nu ha vi övergivit klasskampsideologin och gått över till folkhemsideologin. Såvitt jag kan förstå, är skillnaden snarare den, att vi använda andra termer. Naturligtvis ha förhållandena också möjliggjort en större förståelse mellan klasserna och ett ökat samarbete. Men bakom folkhemstanken ligger ju intet uppgivande av klasskampsideologins krav på att motsättningarna i samhället skola undanröjas. Det går inte att bygga samhället som ett folkhem på basis av bibehållna orättvisor, utan det är snarare så, att folkhemstanken mycket starkare betonar, att förutsättningen för samarbetet måste vara lika rätt för alla och omsorg om alla. Då tror jag inte det är svårt att komma fram till ett verkligt överbryggande och finna ett uttryck för vår verkliga åskådning. | „ |

Idén om folkhemmet kom i samma tid som idén om socialisering ifrågasattes och innebar det slutgiltiga avståndstagandet från den ortodoxa klasskampsidén, som hade varit viktig i den tidiga socialdemokratiska rörelsen. Socialdemokraterna anammade i stället idén om planhushållning och vad som på 1960-talet skulle kallas funktionssocialism, att staten genom lagar styr näringslivet i stället för att äga det. Folkhemmet kännetecknades även det av att staten fick ökad makt, även när individens rörelsefrihet inskränktes för att öka medborgarnas välbefinnande. På så vis skulle klassmotsättningarna utjämnas. Fundamental för denna politiska omvändning var att Per Albin Hansson hade en förståelse av "demokratin" som ett folkligt självstyre.
Idén om folkhemmet började realiseras av socialdemokraterna efter 1932 års val, tillsammans med delar av den politiska mitten, Bondeförbundet (Centerpartiet), alltifrån krisuppgörelsen 1933 ("kohandeln") och i regeringssamverkan åren 1936–1957 (med undantag för perioden efter andra världskriget, 1945–1951), till exempel genom införandet av lagen om folkpensionering 1935, den lagstadgade tvåveckors-semestern 1938 och den allmänna sjukförsäkringen 1955. Huvudsyftet med den ekonomiska politiken, som till stor del byggde på ekonomen John Maynard Keynes stabiliseringspolitiska teorier (se keynesianism), var bekämpandet av arbetslösheten och genomförandet av den s.k. planmässiga hushållningen, för att – som det kom att heta i det socialdemokratiska partiprogrammet 1944 – "tillförsäkra alla medborgare en levnadsstandard svarande mot det gemensamma arbetets avkastning" (punkt VIII). Under den så kallade planhushållningsdebatten, under senare delen av 1940-talet, kritiserades denna politik skarpt av näringslivet och de borgerliga; folkpartiledaren Bertil Ohlin ivrade vid 1950-talets början istället för, vad han kallade, "ramhushållning". Denna debatt, och det allmänt förbättrade ekonomiska läget efter kriget, fick emellertid den socialdemokratiska regeringen att inställa planerade socialiseringar, av bland annat försäkringsbranschen, till förmån för utbyggnaden av den offentliga sektorn och transfereringssystemen (det icke behovsprövade barnbidraget infördes till exempel 1948), finansierade av höjda skatter.
1934 publicerade Alva och Gunnar Myrdal Kris i befolkningsfrågan som fick ett oerhört genomslag för den så kallade aktiva befolkningspolitiken, som delvis var inspirerad av den amerikanska debatten. De lanserade där den första radikala och progressiva befolkningspolitiken, och förespråkade socialpolitiska hjälpinsatser för barnfamiljer. Denna bok, och Alva Myrdal som författare av böcker om, och som förebild för, kvinnlig frigörelse och familjepolitik, skapade en väsentlig samhällsförändring på flera nivåer. Dessa ideal verkställdes i kombinationen av utbyggnaden av den offentliga sektorn, Wigforss ekonomiska krispolitik, Gustav Möllers reformarbete med folkpensionerna, allmänna försäkringar, och trygghet för anställda, och Gunnar Myrdals bostadspolitik. Alva och Gunnar Myrdals Kris i befolkningsfrågan och dess tillämpning, initierade vad som kallades "social ingenjörskonst", och var en programskrift för det svenska folkhemmet. 
Kännetecknande för denna välfärdspolitik, var en tydlig förankring i sociologiska vetenskaper, där politiska åtgärder grundades på belägg från dess samtida vetenskapliga rön i kombination med de ideologiska målsättningarna. Under densamma tiden växte de sociologiska forskningsfälten vid universiteten, och nya vetenskapsdiscipliner instiftades. Denna sociologiska infallsvinkel blev i vissa hänseenden nästan jämförbart med ett paradigmskifte som sträckte sig utanför politikens traditionella ramar.
Ett annat viktigt verk som beskrev folkhemstanken var Karl Fredrikssons broschyr Socialismen i folkhemmet som blev nya medlemmars första introduktion i partiets idégrund. Fredriksson beskrev folkhemmet som den välfärdspolitik som den svenska socialdemokratin förknippats med. Denna välfärdspolitik fanns uttryckt i partiprogrammet från 1960. 1967 menade professorn i socialmedicin, Gunnar Inghe, att ordet 'folkhemmet' var utslitet och lätt parodiskt, och ersatt av den internationella benämningen 'välfärdssamhället', men att folkhemmet inte bara var en samhällsinrättning, som välfärdssamhället, utan även betydde gemenskap och solidaritet. 
Trots att begreppet ofta användes av ledande socialdemokrater i politiska visioner, var idén om det svenska folkhemmet aldrig formellt inskrivet i partiprogrammet. Det var snarare en metafor för en ideologi, än i sig en konkret politisk målsättning. Senare har ordet kommit att förknippas med den långa period när socialdemokraterna var i regeringsställning, från 1936 till 1976. Andra avser endast Per Albin Hanssons tid som partiledare, 1925–1946, då Tage Erlander snarare talade om "det starka samhället" än "folkhemmet".

## Socialdemokraternas val att använda begreppet
Orsaken till att Per Albin Hansson valde detta begrepp har varit ämne för olika tolkningar. Enligt Per Albin-biografen Anders Isaksson sökte han en "samlande metafor", och var "uppenbarligen väl medveten om potentialen i föreningen mellan hemmet, nationalismen och socialismen", och genom folkhemmet kunde han överbrygga klassidentiteten, till ett parti för fler klasser och "vidga väljarbasen". Sten O Karlsson påpekar i sin Det intelligenta samhället: En omtolkning av den socialdemokratiska idéhistorien (2001) att Hanssons retorik förändrades efter 1932 då han kommit i regeringsställning, och därefter allt mer antog en organisk syn på samhället; Hansson menade att en av demokratins viktigaste uppgifter var att "ta död på klassandan", (dvs. även överklassens) till förmån för "medborgarandan", inkluderande värden som "omtanke", "rättvisa", "solidaritet" och "humanitet". Enligt Karlsson hade föreningen mellan "demokrati" och "socialism" en psykologisk innebörd för Hansson, och samtida partikamrater med mer marxistisk förankring, som Arthur Engberg, kritiserade Hansson för borgerlighet och antimarxism. Huruvida det finns ideologiska samband mellan Hansson och Kjellén, har olika analyser givit olika svar på. Karlssons mening där är att det råder likhet i somligt och skillnader i annat, men att sammanfallet inte kunnat komma till stånd utan Nils Karlebys dekonstruktion av marxismen, förespråkande en "funktionell" marxism, grundad på reformismen – "den realistiska socialismen par préfèrence", med Karlssons ord. Idéhistorikern Hans Dahlqvist, publicerad i Historisk Tidskrift nr 3/2002, sällar sig till dem som menar att Kjelléns och Hanssons förståelse av "folkhemmet" inte har så mycket med varandra att göra. Fredrika Lagergren hävdar i sin bok På andra sidan Välfärdsstaten att dessa begrepp endast är två led i samma stora folkhemsideologi, framförda av två olika personer. Dock poängterar Isaksson att Kjelléns "bombastiska tirader" om den starka staten i Staten som lifsform, kännetecknad av "driften till själfbevarelse och växt, viljan till lifvet och viljan till makt" är "otänkbara som beskrivningar av Per Albins folkhem". Det råder således skilda meningar om detta ämne.

## Folkhemmet idag
Stora delar av den traditionella folkhemspolitiken, som exempelvis den aktiva sociala bostadspolitiken, har under de senaste decennierna genomgått stora förändringar. Detta gäller också den "planmässiga hushållningen" som från och med 1980-talet börjat fasas ut.[källa behövs]
En av Göran Perssons mest centrala politiska visioner var det gröna folkhemmet,[källa behövs] som bland annat inbegriper en ekologiskt hållbar utveckling. I ett rådslag om detta gröna folkhem, publicerad december 2004, skriver Socialdemokraterna under Mona Sahlin: "Precis som när vi byggde folkhemmet handlar det om ansvarstagande. Då kanske mest en familjetanke och klasstanke. Nu i solidaritet med och ansvarstagande för kommande generationer. Men också i solidaritet med andra folk på vår jord".[källa behövs]
Sverigedemokraterna har sedan flera år betonat folkhemmet som ett ideologiskt mål och sin avsikt att bygga ett modernt folkhem. I Jimmie Åkessons bok "Det moderna folkhemmet" lägger han upp folkhemmet som ett samhället där klasskamp ersatts av sammanhållning, en trygg välfärd för landets invånare och en restriktiv migrationspolitik.
Perioden mellan 1945 och 1960 kallas ofta ”folkhemsperioden” där det byggdes cirka 900 000 bostäder i Sverige. Folkhemsarkitekturen präglas av omsorgsfull och småskalig enkelhet i gestaltningen samt grannskapstanken i den övergripande stadsplaneringen samtidigt hade den sociala och politiska ambitioner. Det svenska folkhemsbyggandet uppmärksammades även utomlands och var första gången att utländska arkitekter inspirerades av svensk arkitektur i större omfattning.

## I populärkultur
- Magnus Uggla spelade 1983 in albumet Välkommen till folkhemmet.[31]